# Ullrich Dießner
Ullrich Dießner, född den 27 december 1954 i Meissen i Tyskland, är en östtysk roddare.
Han tog OS-guld i fyra med styrman i samband med de olympiska roddtävlingarna 1980 i Moskva.